# Evangelische Kirche Wixhausen

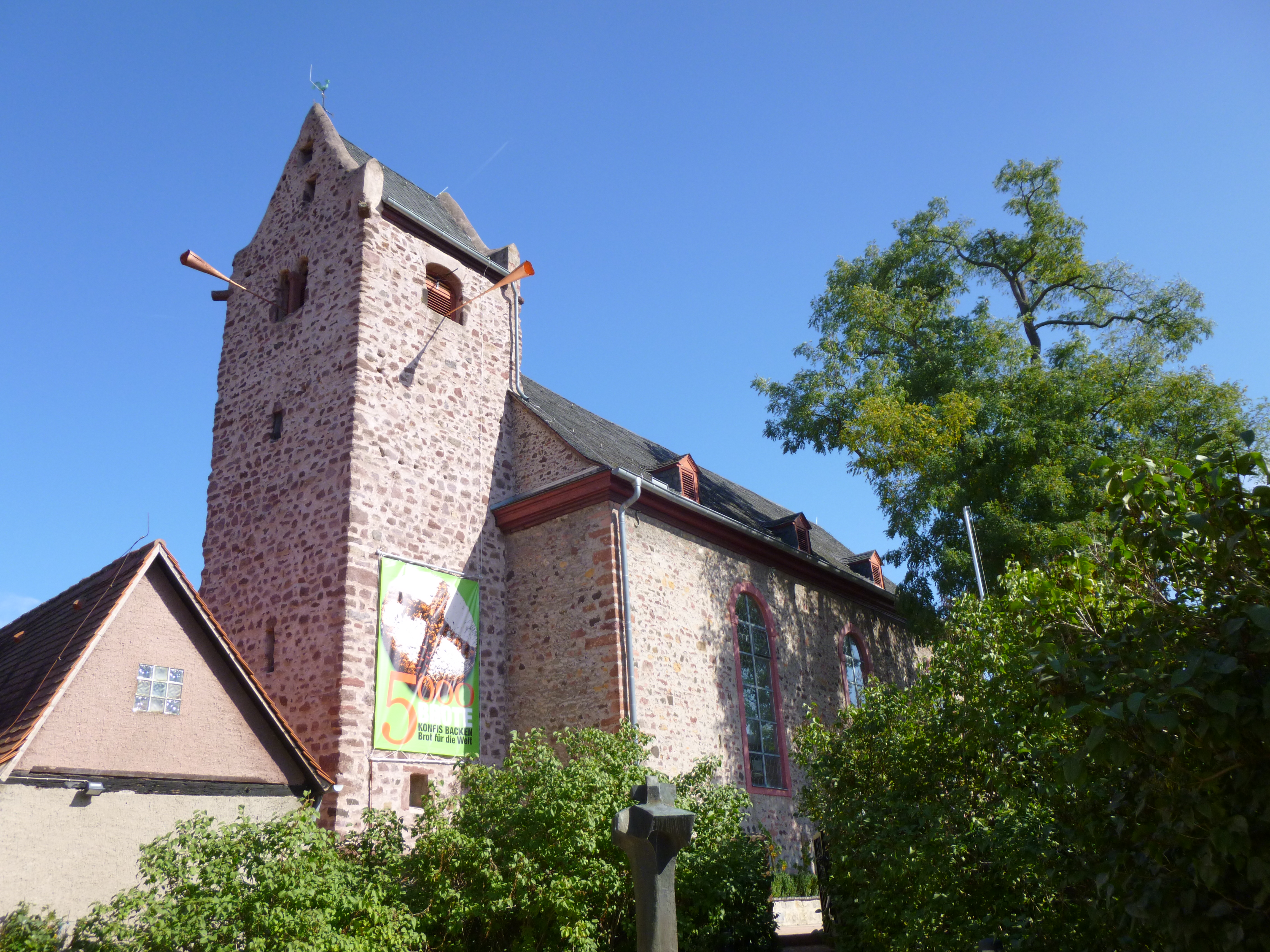
Evangelische Kirche in Wixhausen, Ansicht von Südwesten (2012)

Die Evangelische Kirche Wixhausen ist eine Kirche in Darmstadt-Wixhausen. Die Kirchengemeinde gehört zum Dekanat Darmstadt in der Propstei Starkenburg der Evangelischen Kirche in Hessen und Nassau.

## Geschichte
Der Wixhäuser Pfarrhof der evangelischen Kirchengemeinde ist ein in sich geschlossenes denkmalgeschütztes Ensemble, das in achteinhalb Jahrhunderten aus einem Rittersitz des Mittelalters entstanden ist. Der romanische Kirchturm von 1150 war einst Kern einer Tieflandburg und ist das älteste erhaltene Baudenkmal im Stadtgebiet von Darmstadt. Im Kirchturm befinden sich ein Turmschlagwerk von 1517 und die Sankt-Blasius-Glocke Steffans von Frankfurt von 1519. Der Kirchturm ist ca. 18 m hoch.
Die in den Jahren 1774 bis 1776 barock erweiterte, restaurierte Saalkirche mit ihren 21 Emporenbildern hat auf der Nordseite noch den Baubestand des Mittelalters mit einem ehedem frühgotischen Schiff von 1295 und einem gotischen Hochchor von 1370 bis 1410. Die Brüstungsmalerei in Öl auf Holz an der Chorempore entstand um 1774 und zeigt die Passionsgeschichte in sieben Bildern.
Die barock ausgelegte Dreymann-Orgel wurde im Jahr 1827 eingebaut.
Neben einer gotischen Tafel von 1541 und dem gotischen Sakramentshaus befindet sich Kunst unserer Zeit: Ein Fresko Eberhard Schlotters von 1951 an der Nordwand und zwei „Physikfenster“ Thomas Duttenhoefers von 1997, die sich ebenso auf die Grundlagenforschung der ortsansässigen Gesellschaft für Schwerionenforschung (GSI) beziehen wie ein drittes Rundfenster Hans-Eberhard Ruhls im benachbarten Kinderhaus, das die Entdeckung des Elements Darmstadtium würdigt.
Im Pfarrhof vor der Kirche steht Duttenhoefers Stele von 1986, ein 2,20 m hohes Raumkreuz aus Bronze, das in seinen Zeitzeichen auch die Entdeckung der Elemente Bohrium, Hassium und Meitnerium im Stadtteil Darmstadt-Wixhausen würdigt.
Zum Ensemble des historischen Pfarrhofs gehören neben der Kirche das barocke Pfarrhaus Matthias Clauseckers von 1761/62, das benachbarte Wixhäuser Dorfmuseum und die zuletzt erbaute spätbarocke Pfarrscheune von 1827. Die Pfarrscheune wurde innen als Gemeindehaus umgebaut.
Eine ehemalige Scheune wurde zusammen mit der GSI postmodern zu einem Kinderhaus umgebaut.